# Drog (gyógyszergyártás)

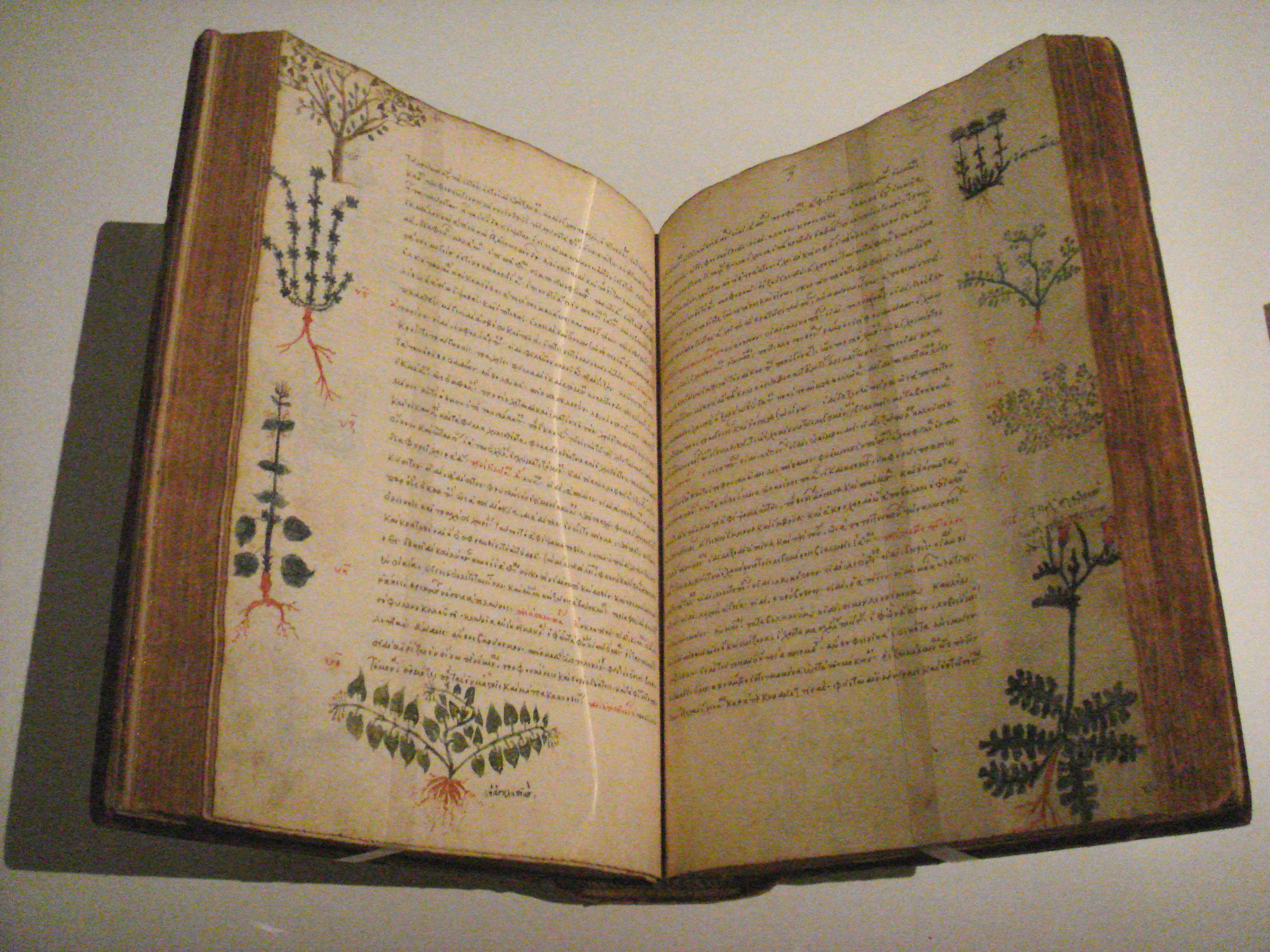
Az eredetileg Dioszkoridész (i.sz. 40–90 körül) által összeállított, gyógynövénydrogokat leíró és rendszerező herbáriumnak, a De materia medica című könyvnek 15. századi, bizánci kiadása

A drog szakkifejezés a gyógyszerészetben – és ebből következően az orvosi gyakorlatban – a természetes eredetű, gyógyászati vagy élvezeti célokra alkalmas, hatóanyagokat tartalmazó, szárított és felaprított növényi vagy ritkábban állati részeket jelent (aprított levelek, gyökerek, kérgek, virágrészek vagy egészben őrölt bogarak). A drogokat gyakran – megfelelő előkészítés után – további hatóanyag-extrakciónak (-kivonásnak) vetik alá, és kivonatukat, főzetüket vagy forrázatukat használják terápiás célokra. A gyógyszerészet drog szakkifejezése nem keverendő össze a közbeszédben szabadon és pontos értelmezés nélkül a kábítószerekre használt „drog” szóval.

## Adrogszó eredete

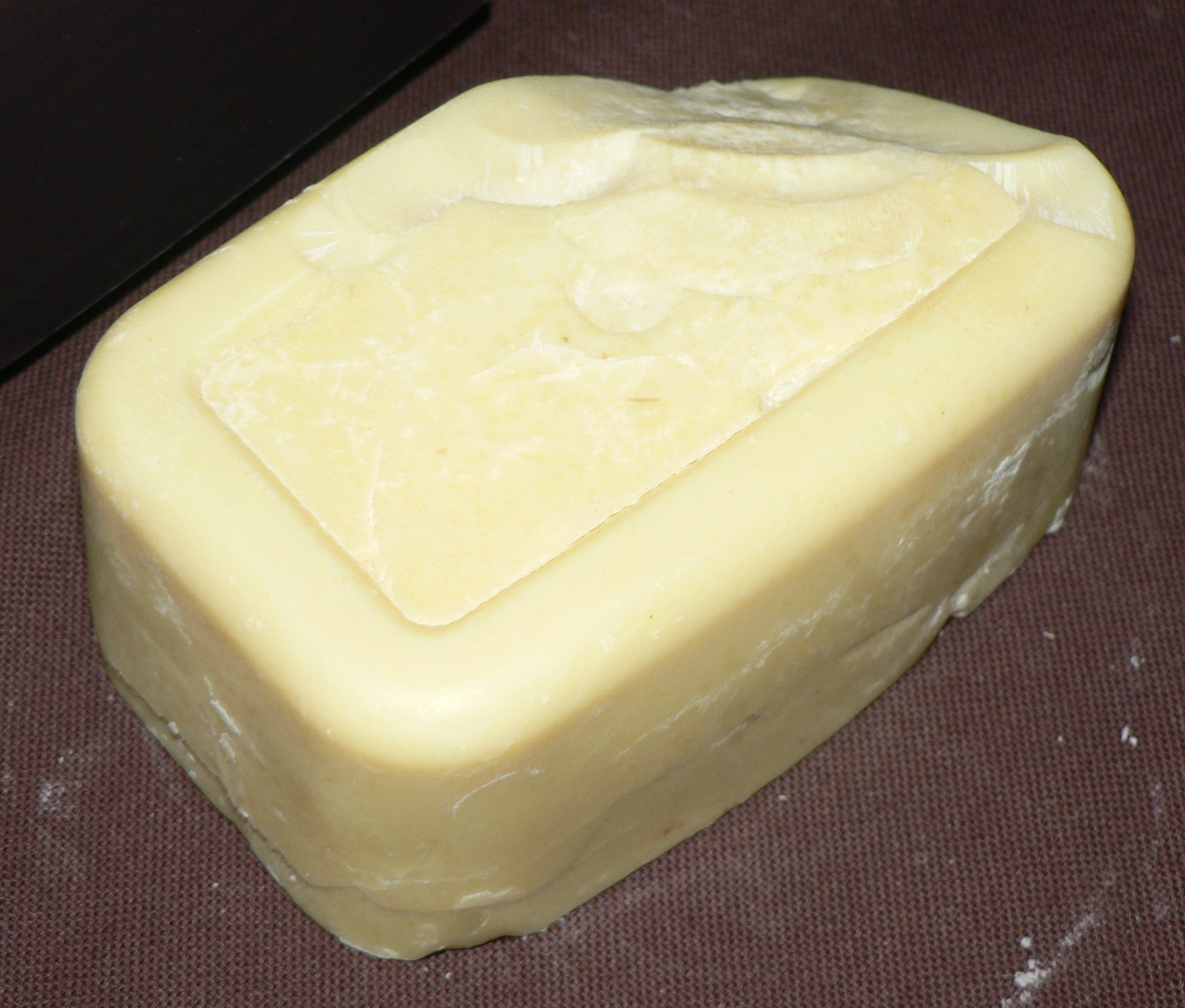
Butyrum cacao, azaz kakaóvaj, a kakaócserje drogja, a Theobroma cacao pörkölt és hámozott magvaiból préselt zsiradék, mely hosszú ideig volt a kúpkészítés alapanyaga

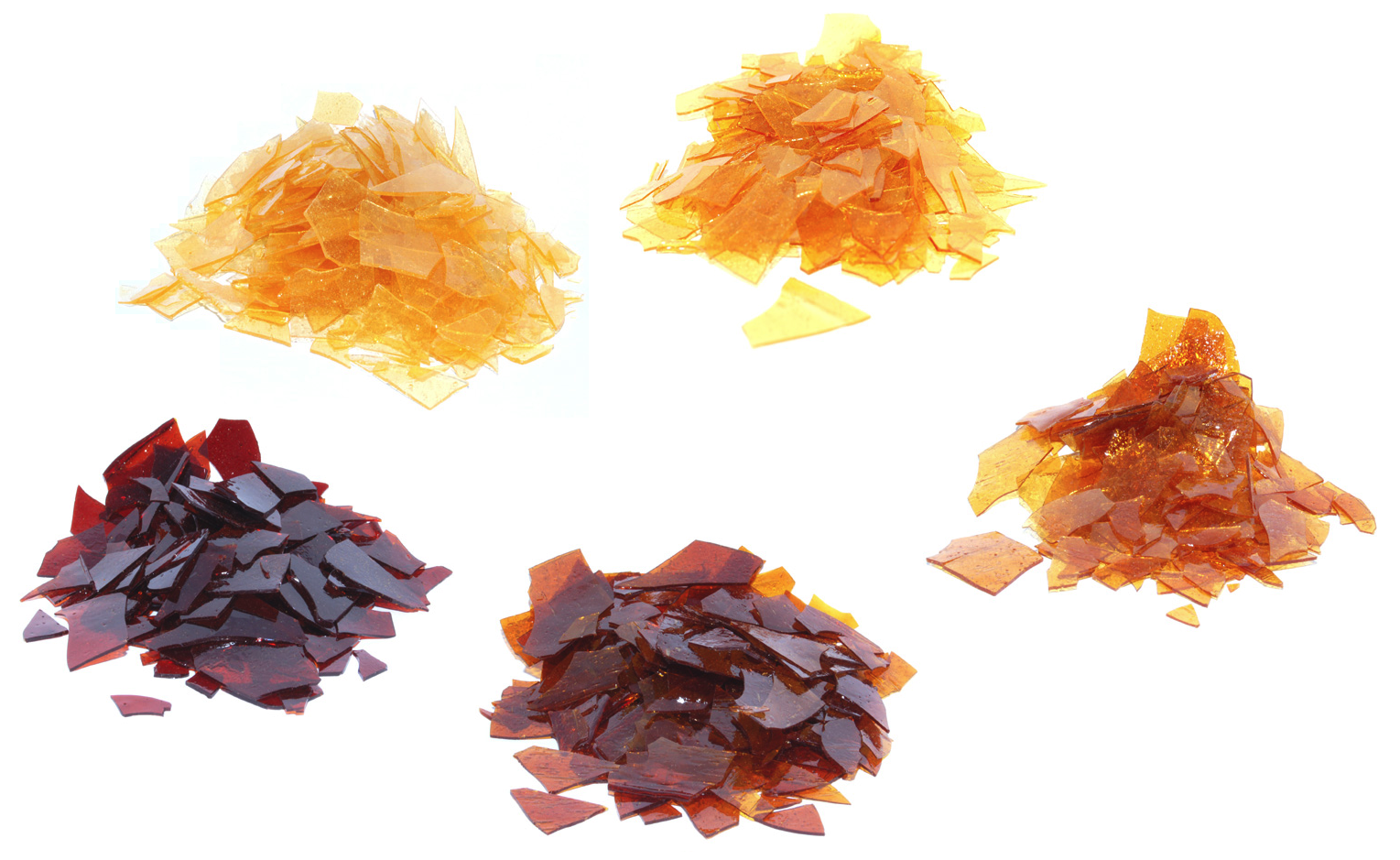
Sellak, az V. Magyar Gyógyszerkönyv érvényességéig hivatalos drog, amely a bélben oldódó gyógyszerek készítéséhez volt használatos bevonószer

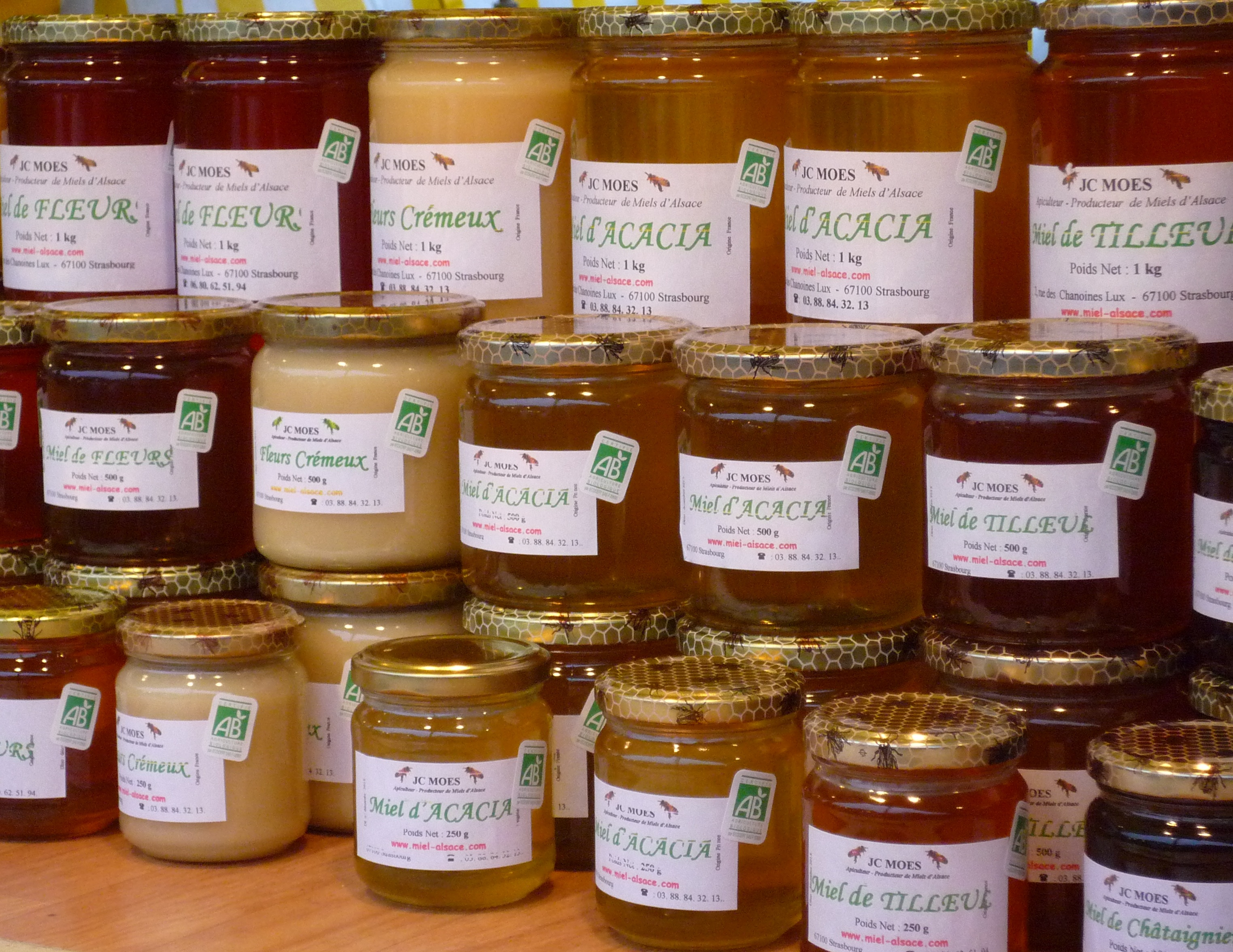
Mel depuratum, a VIII. Magyar Gyógyszerkönyvben hivatalos drog, melyet a házi méhek (Apis mellifera) készítenek a virágok begyűjtött nektárjából és mézharmatjából. Roboráló (erősítő hatású), ízjavító és édesítőszerként használják a gyógyszerkészítésben

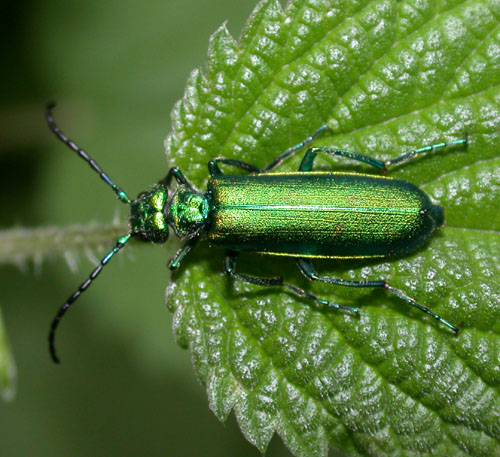
Kőrisbogár (Lytta vesicatoria), melynek őrleményét kantaridin alkaloidja miatt afrodiziákumként használták

A „drog” kifejezés az eredetét tekintve nemzetközi szó, a francia drogue (= vegyszer) alapján. Ennek származéka az angol drug (= gyógyszer, altató, kábítószer). A francia szó eredete vitatott; általában úgy gondolják, hogy ennek a régi alnémet droge (= száraz) a forrása, mások szerint keleti eredetű szó. A magyar nyelvbe német közvetítéssel került be.

## Félreértések adrogszó használatában
Az utóbbi évtizedekben a „drog” kifejezés gyökeret vert a magyar közbeszédben, és bár pontos definíció sohasem tartozott hozzá, az utca emberének szóhasználatában a legtöbbször kábítószereket vagy néha szélesebb értelemben pszichotrop anyagokat értenek alatta. A magyar gyógyszerészi szakirodalomban a drog egyetlen jelentése: természetes eredetű, többnyire szárított növényi vagy ritkábban állati alkotórész, amelynek gyógyító hatást tulajdonítanak, és amelyet gyógyszerek előállításához használnak. A drog mint szakkifejezés tehát a magyar nyelvben nem jelent kábítószert, de még pszichotrop anyagot sem. Természetesen ez nem zárja ki azt, hogy a gyógyszerészi értelemben használt és nevezett drogok között ne fordulna elő pszichotrop anyag vagy addiktív szer (pl. ópium).
A magyar jognak a kábítószerekkel kapcsolatos nyelvhasználatában a „drog” mint definiálatlan kifejezés nem kap értelmet, ebből következően a törvények szövegében sem fordul elő. Ugyanakkor említést érdemel az az ellentmondás, hogy miközben a jog a törvények szövegének megfogalmazásában kerüli a nem definiált drog szó használatát, addig a magyar Nemzeti Drogellenes Stratégia Program szabadon, értelmezés nélkül használja azt.
A magyar nyelvben gyökeret vert „drog” szó fogalmának tisztázásakor nem hagyható figyelmen kívül annak angol eredete, a drug kifejezés, amely angolszász nyelvterületen egyaránt jelent gyógyszert és kábítószert. Bár az angol szakirodalom igyekszik a kábítószereket a közönséges gyógyszerektől különválasztva azokat specifikus „controlled substances” elnevezéssel illetni, ez a törekvés csak a szigorúbb szóhasználatot megkövetelő szakirodalmi munkákban, tankönyvekben vált elfogadottá. Még a beszélt szaknyelvben is a rövidebb hangzású „drug” elnevezés a gyakoribb. Ez a tendencia megtalálható a magyar írott és beszélt szaknyelvben is.

## A drog fogalma és jelentősége
A gyógyszerészeti értelemben használt „drog” kifejezés természetes eredetű, többé-kevésbé feldolgozott, szárított anyagot jelent, mely gyógyító hatással rendelkezik, vagy valamilyen előnyös tulajdonsága (íze, illata, aromája) miatt gyógyszerek gyártásához segédanyagként felhasználható. A szárított növényi részeken túl a drogok közé tartoznak egyéb növényi eredetű anyagok (gumiarábikum, hasisgyanta, ópium stb.), állati eredetű anyagok (méz, sellak, szépiacsont, kőrisbogárpor, csukamájolaj stb.), gombák (siitake, anyarozs stb.), zuzmók, egysejtűek termékei (izlandi zuzmó, agaragar), valamint különféle vizes vagy alkoholos kivonatok, tinktúrák. A drogok többnyire a terápia szempontjából fontos hatóanyagot szolgáltatják, ritkábban segédanyagként használják a gyógyszerformák előállításához (kakaóvaj, sellak, agar). A drogok előállításával és minősítésével foglalkozó tudomány a farmakognózia.
Az ipari méretű gyógyszergyártás és a szintetikus hatóanyagok 19. század végi térnyeréséig a drogok képezték a gyógyszerkincs nagy részét. A természetből gyűjtött és előkészített (szárított, aprított, őrölt, extrahált) drogokból a gyógyszerész manufakturális módszerekkel állította elő a gyógyszerkészítményeket. A régi patikák a drogokat gyakran feldolgozás nélkül, házi használatra közvetlenül is értékesítették. A 19. század közepéig a drogok használata a betegség leküzdésére vagy megelőzésére szinte az egyetlen lehetőség volt a medicina terápiás eszköztárában.
A szintetikus hatóanyagokra épülő gyógyszeripar megjelenésével a terápiás gyakorlat megváltozott, és a medicina figyelme az új, szintetikusan előállított farmakonok felé fordult. A szintetikus anyagok olyan farmakológiai előnyökkel rendelkeztek a fitoterápiával szemben, hogy a gyógynövényekkel és más természetes eredetű szerekkel való gyógyítás elavulttá vált. Ez magával hozta a drogok fokozatos kiszorulását és a manufakturális gyógyszerkészítés visszafejlődését.
Ennek ellenére a gyógynövényekkel történő gyógyítás, a drogok használata nem tűnt el teljesen a medicina eszköztárából. Az utóbbi évtizedekben a természetes alapú gyógyszerek használata második virágkorát éli. Az Egészségügyi Világszervezet (WHO) becslése szerint a világban a betegek közel 80 százalékát részben vagy teljesen, természetes szerekkel gyógyítják, ami a növényi és állati eredetű drogok fennmaradó jelentőségét bizonyítja. 
A világban használatban lévő drogok nem mindegyikéről bizonyítható, hogy gyógyító hatással rendelkezik. Sok esetben a drog hatásába vetett hit az egyetlen „hatóanyag” a természetes eredetű szerben (ez az ún. placebo-hatás). Ilyen drog lehet például a férfipotencia növelésére használt rinocéroszszarv-őrlemény vagy a szépség és fiatalság fenntartására használt, szárított és porrá őrölt szamárbőr.

## A drog szerepe és használata a modern medicinában
Az Egészségügyi Világszervezet statisztikája szerint a fejlett ipari országokban gyártott vagy használt gyógyszereknek közel 40 százaléka származik természetes forrásból, azaz drogokból. Magyarországon az utóbbi évtizedekben az ipari méretű gyógynövénytermesztés gyors fejlődésnek indult, és 2021-ben mintegy 50 ezer hektáron termesztenek gyógynövényeket. Az ebből származó, 50 ezer tonnát meghaladó, gyűjtött drog 60-70%-a exportra kerül. Ezzel Magyarország az Európai Unió legfontosabb gyógynövénydrog-beszállítói közé tartozik.
A gyógynövénydrogok hivatalos minősítését Magyarországon a 37/1976. (X.29.) MT rendelet felhatalmazása alapján a Gyógynövény Kutató Intézet, illetve annak jogutódja végezte; 2009. január 1-jétől ezt a rendeletet hatályon kívül helyezték, és bármely akkreditált labor végezhet minősítést. A drogokkal szembeni követelményeket a Magyar Gyógyszerkönyv és a Magyar Szabványok tartalmazták, de a Magyar Szabványok európai uniós csatlakozás miatti visszavonásának határnapja után (2010. március 31.) csak a Gyógyszerkönyv cikkelyei érvényesek.

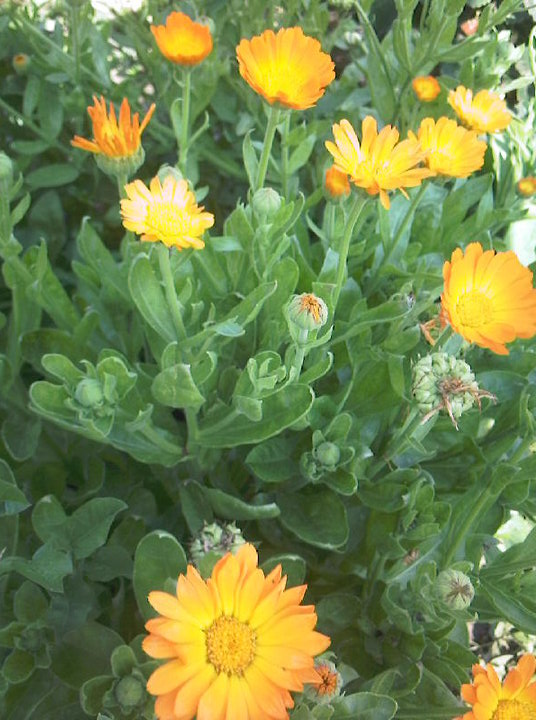
A gyulladáscsökkentő hatású körömvirág (Calendula officinalis) szárított virága, a Calendulae flos a VIII. Magyar Gyógyszerkönyvben hivatalos drog
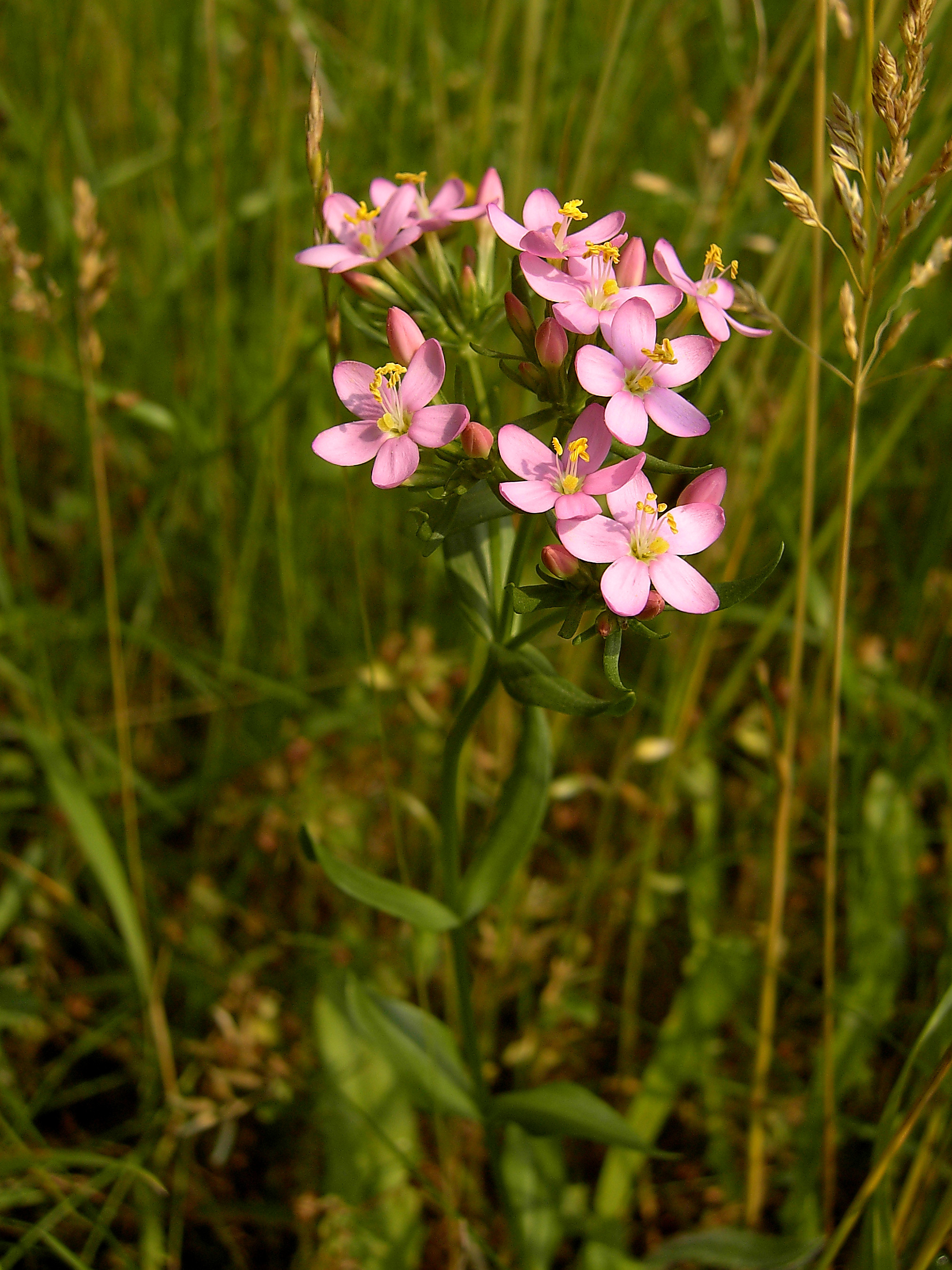
A drogot a kis ezerjófű (Centaurium erythraea) virágzáskor gyűjtött, föld feletti hajtásai (Centaurii herba) szolgáltatják
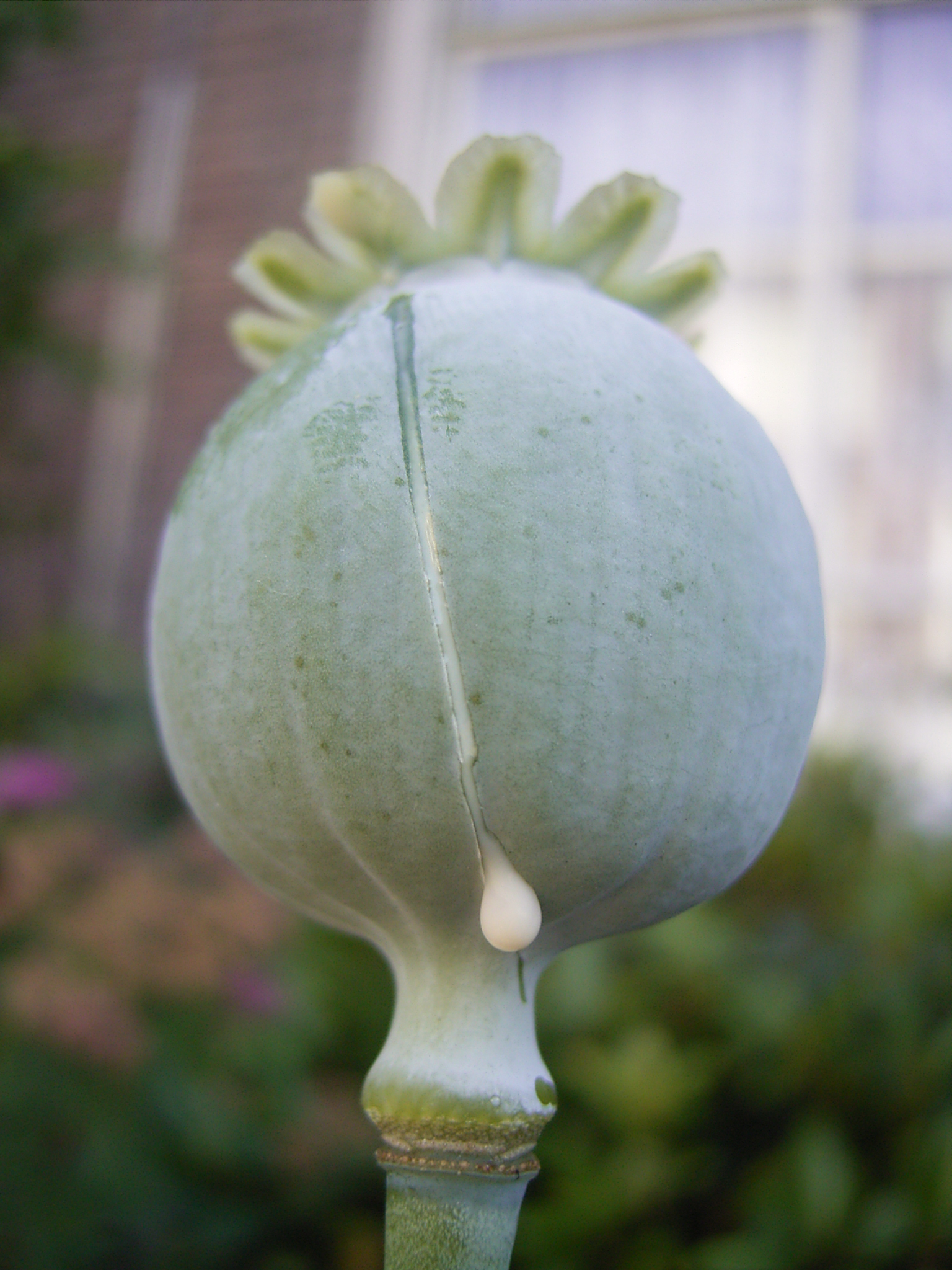
Az ópiumalkaloidokat tartalmazó kerti mák (Papaver somniferum) tejnedvének beszárított pora (Pulvis opii) évszázadokon keresztül volt a fájdalomcsillapítás egyik leghatékonyabb növényi drogja
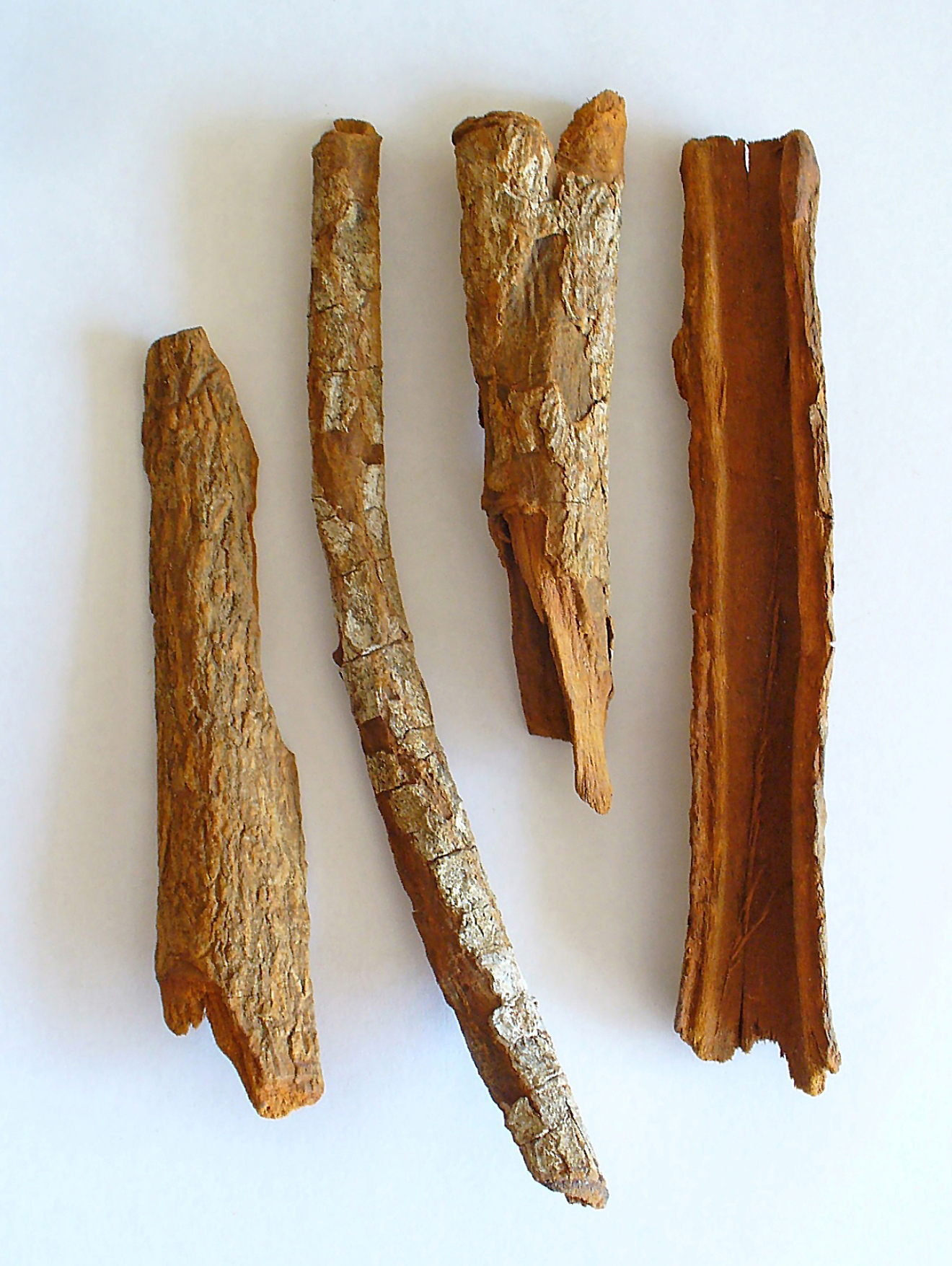
Cinchonae cortex a kinin alkaloidot tartalmazó vöröskínafa-kéreg, mely a Cinchona calisaya fa lehántolt és szárított drogja
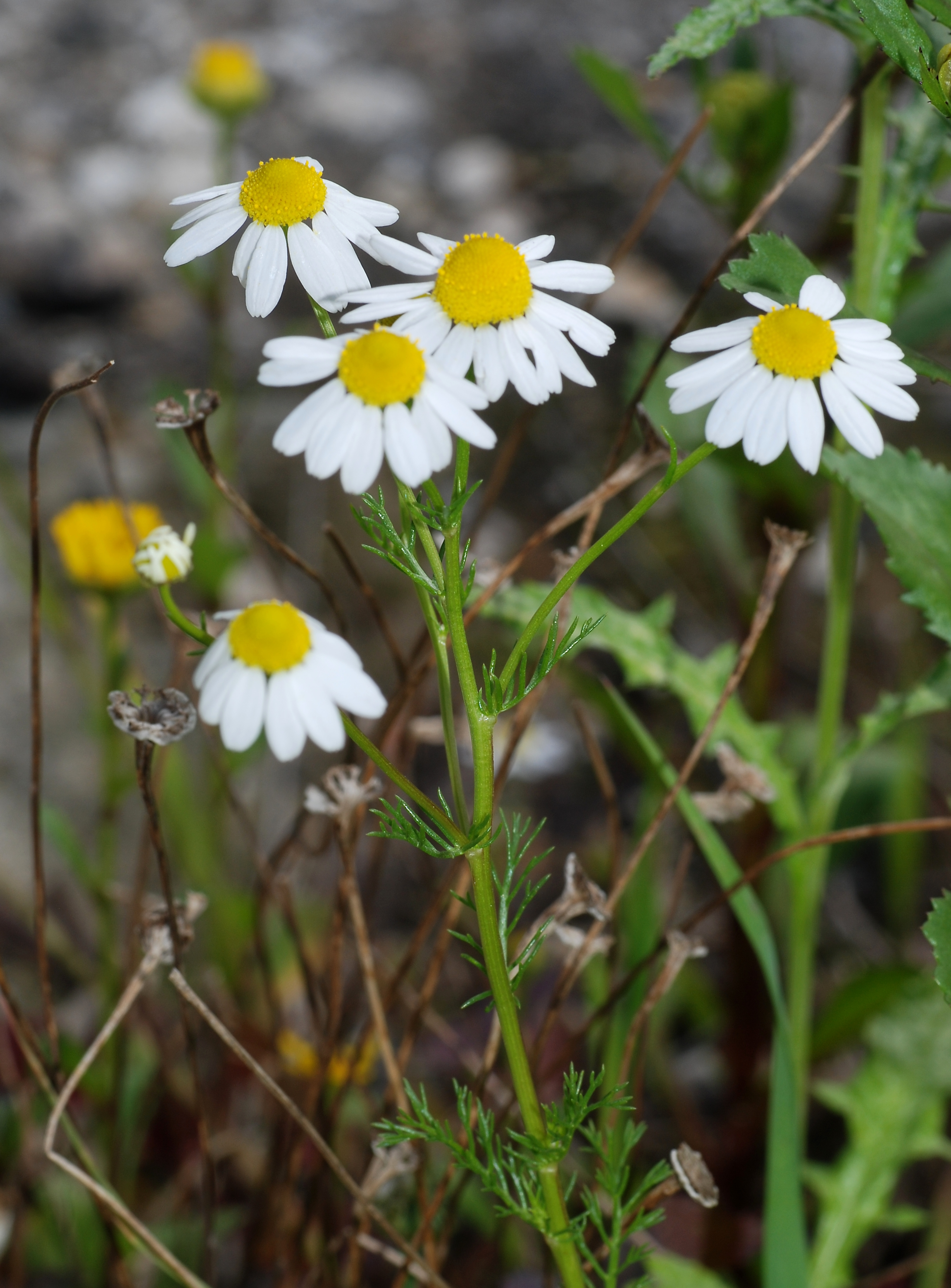
A kamazulén előanyagát, vagyis matricint tartalmazó orvosi székfű (Matricaria chamomilla), amely a Matricariae flos és a Matricariae aetheroleum drogot szolgáltatja
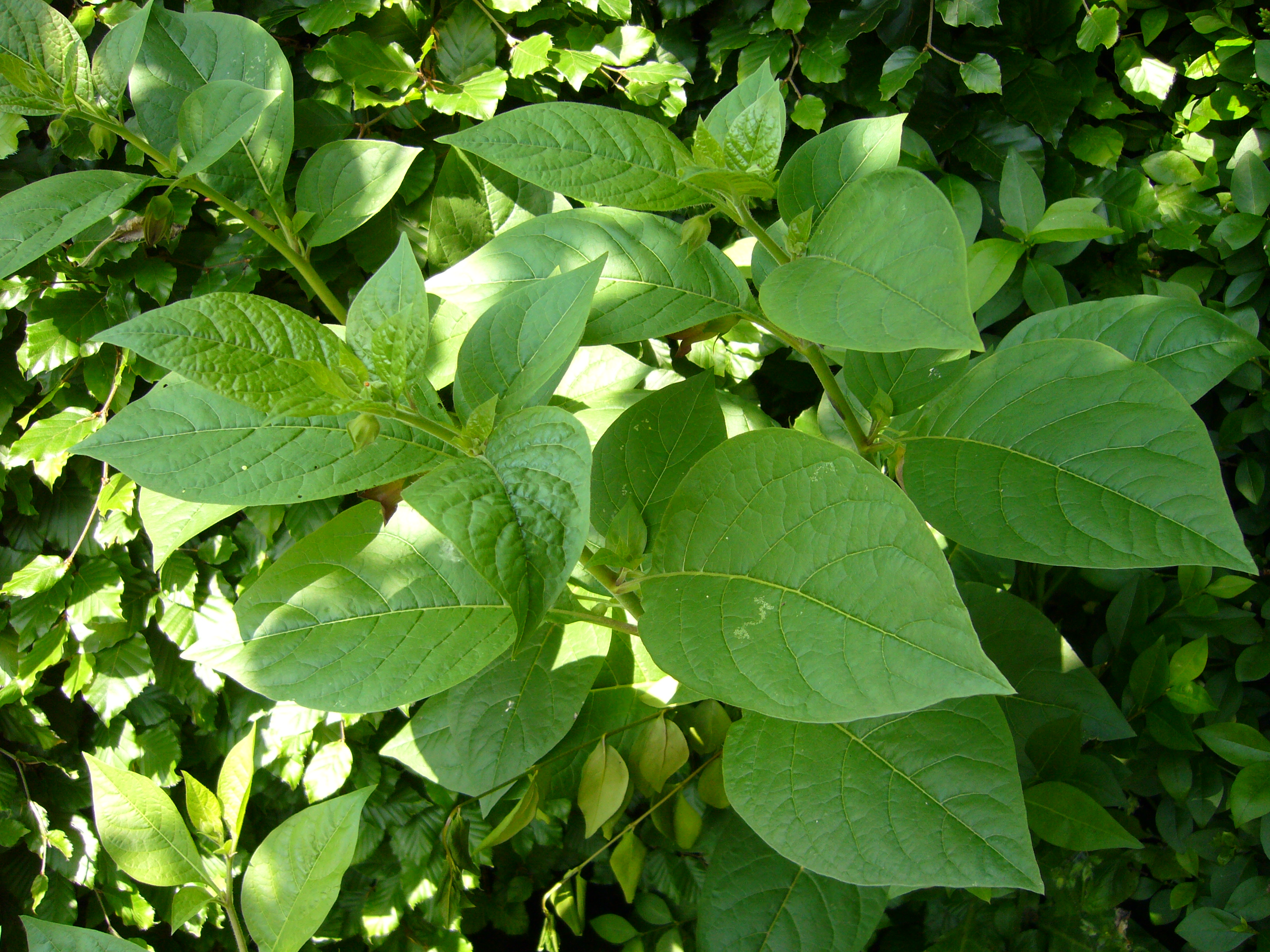
Maszlagos nadragulya (Atropa belladonna) drogja a növény szárított levele (Belladonnae folium), melynek fő alkaloidja a hioszciamin, de emellett kis mennyiségben szkopolamint is tartalmaz